# Unterseeboot 598
L'Unterseeboot 598 ou U-598 est un sous-marin allemand (U-Boot) de type VIIC utilisé par la Kriegsmarine pendant la Seconde Guerre mondiale.
Le sous-marin fut commandé le 16 janvier 1940 à Hambourg (Blohm & Voss), sa quille fut posée le 16 janvier 1941, il fut lancé le 2 octobre 1941 et mis en service le 27 novembre 1941, sous le commandement du Kapitänleutnant Gottfried Holtorf.
Il fut coulé par des charges de profondeur de deux avions américains au large du Brésil, en juillet 1943.

## Conception
Unterseeboot type VII, l'U-598 avait un déplacement de 769 tonnes en surface et 871 tonnes en plongée. Il avait une longueur totale de 67,10 m, un maître-bau de 6,20 m, une hauteur de 9,60 m et un tirant d'eau de 4,74 m. Le sous-marin était propulsé par deux hélices de 1,23 m, deux moteurs diesel Germaniawerft M6V 40/46 de 6 cylindres en ligne de 1 400 cv à 470 tr/min, produisant un total de 2 060 à 2 350 kW en surface et de deux moteurs électriques BBC GG UB 720/8 de 375 cv à 295 tr/min, produisant un total 550 kW, en plongée. Le sous-marin avait une vitesse en surface de 17,7 nœuds (32,8 km/h) et une vitesse de 7,6 nœuds (14,1 km/h) en plongée. Immergé, il avait un rayon d'action de 80 milles marins (150 km) à 4 nœuds (7,4 km/h; 4,6 milles par heure) et pouvait atteindre une profondeur de 230 m. En surface son rayon d'action était de 8 500 milles nautiques (soit 15 700 km) à 10 nœuds (19 km/h). 
L'U-598 était équipé de cinq tubes lance-torpilles de 53,3 cm (quatre montés à l'avant et un à l'arrière) qui contenait quatorze torpilles. Il était équipé d'un canon de 8,8 cm SK C/35 (220 coups) et d'un canon antiaérien de 20 mm Flak. Il pouvait transporter 26 mines TMA ou 39 mines TMB. Son équipage comprenait 4 officiers et 40 à 56 sous-mariniers.

## Historique
Il entre en phase d'entraînement et de formation de l'équipage à la 8. Unterseebootsflottille jusqu'au 30 juin 1942, il intégra sa formation de combat dans la 6. Unterseebootsflottille.
L'U-598 quitta Kiel le 7 juillet 1942 pour se diriger dans l'Atlantique Nord. Il navigua entre l'Islande et les Îles Féroé (zone GIUK).
Alors qu'il était ravitaillé par l'U-463, un homme se noya lors de travaux de maintenance des hélices et d'hydravions, dans l'Atlantique le 5 août.
Il opéra ensuite en mer des Caraïbes. Le 14 août 1942 il attaque le convoi TAW-12J au nord de Cuba. Il endommage le navire marchand Standella, coule le cargo Michael Jebsen et le pétrolier British Caporal. Le SS British Corporal (en) avait déjà endommagé par une torpille et par des bombes reçues dans la manche en 1940. Il avait été réparé et remis en service en 1942.
Le submersible arriva à Saint-Nazaire, en France occupée, le 13 septembre 1942.
Entre décembre 1942 et mai 1943, l'U-598 opéra vers le sud du Groenland, mais ne rencontra aucun succès.
L'U-598 quitta Saint-Nazaire pour la dernière fois le 26 juin 1943.
Le sous marin fut coulé le 23 juillet 1943, par des charges de profondeur de trois Consolidated B-24 Liberator du VB-107, au large de Natal (Brésil) à la position 4° 05′ S, 33° 23′ O.
Quarante-trois des quarante-cinq membres d'équipage sont morts dans cette attaque.

## Affectations
- 8. Unterseebootsflottille du 27 novembre 1941 au 30 juin 1942 (Période de formation).
- 6. Unterseebootsflottille du 1er juillet 1942 au 23 juillet 1943 (Unité combattante).

## Commandement
- Kapitänleutnant Gottfried Holtorf du 27 novembre 1941 au 23 juillet 1943.

## Patrouilles
|       | Commandant               | Départ           | Départ      | Arrivée           | Arrivée     | Jours     | Succès   |
| ----- | ------------------------ | ---------------- | ----------- | ----------------- | ----------- | --------- | -------- |
| 1     | Oblt. Gottfried Holtorf  | 7 juillet 1942   | Kiel        | 13 septembre 1942 | St. Nazaire | 69 jours  | 15 492   |
| 2     | Kptlt. Gottfried Holtorf | 26 décembre 1942 | St. Nazaire | 8 février 1943    | St. Nazaire | 45 jours  |          |
| 3     | Kptlt. Gottfried Holtorf | 6 mars 1943      | St. Nazaire | 13 mai 1943       | St. Nazaire | 69 jours  |          |
| 4     | Kptlt. Gottfried Holtorf | 26 juin 1943     | St. Nazaire | 23 juillet 1943   | Coulé       | 28 jours  |          |
| Total | Total                    | Total            | Total       | Total             | Total       | 211 jours | 15 492 t |

Note : Oblt. = Oberleutnant zur See - Kptlt. = Kapitänleutnant

### Opérations Wolfpack
L'U-598 opéra avec les Rudeltaktik (meute de loups) durant sa carrière opérationnelle :
- Jaguar (18-31 janvier 1943)
- Stürmer (11-20 mars 1943)
- Seeteufel (23-30 mars 1943)
- Meise (11-27 avril 1943)

## Navires coulés
L'U-598 coula 2 navires marchands totalisant 9 295 tonneaux et endommagea 1 navire marchand de 6 197 tonneaux au cours des 4 patrouilles (211 jours en mer) qu'il effectua.
| Date         | Nom                      | Nationalité | Tonnage | Convoi  | Fait      | Localisation         |
| ------------ | ------------------------ | ----------- | ------- | ------- | --------- | -------------------- |
| 14 août 1943 | SS British Corporal (en) | Royaume-Uni | 6 972   | TAW-12J | Coulé     | 21° 45′ N, 76° 10′ O |
| 14 août 1943 | Michael Jebson           | Royaume-Uni | 2 323   | TAW-12J | Coulé     | 21° 45′ N, 76° 10′ O |
| 14 août 1943 | Standella                | Royaume-Uni | 6 197   | TAW-12J | Endommagé | 21° 41′ N, 76° 09′ O |